# エミリオ・ペリコーリ

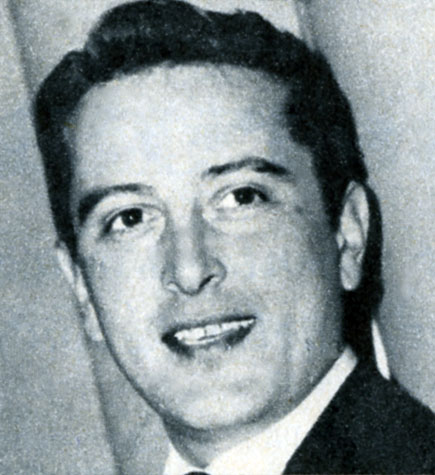
エミリオ・ペリコーリ

エミリオ・ペリコーリ （Emilio Pericoli  ,1928年1月7日 - 2013年4月9日）は、イタリアの歌手。「Al di là アル・ディ・ラ」等のヒット曲で知られる。

## 略歴
チェゼナーティコで生まれる。ピアノを学び、1947年から歌手として活動。1962年にアメリカ映画「恋愛専科」に出演し、その主題歌として前年のサンレモ音楽祭優勝曲「Al di là アル・ディ・ラ」をカバーし、欧米各国で大ヒットする。また同年のサンレモ音楽祭では「Quando quando quando クアンド・クアンド・クアンド」を歌って入賞、1963年には「Uno per tutte ぼくの選ぶ人」で優勝（パートナーはいずれもトニー・レニス）した。同年のユーロビジョン・ソング・コンテストでもこの曲で３位に入賞している。
2013年4月9日死去。85歳没。

## 主な楽曲
- 1959年 Vedo te...sogno te...
- 1962年 Al di là（アル・ディ・ラ）
- 1962年 Quando quando quando（クアンド・クアンド・クアンド）
- 1963年 Uno per tutte（ぼくの選ぶ人）
- 1964年 Gente allegra
- 1964年 Ho capito che ti amo（愛のめざめ）
- 1966年 Castelli di sabbia
- 1969年 Quelli belli come noi